# Італо Гарібольді
Італо Гарібольді (італ. Italo Gariboldi; 20 квітня 1879, Лоді, Королівство Італія — 3 лютого 1970, Рим, Італія) — італійський військовий і державний діяч часів Другої світової війни, генерал армії. Обіймав посаду генерал-губернатора Італійської Лівії після відставки Родольфо Граціані. Пізніше командував 8-ю армією, яка діяла на території СРСР. 

## Ранні роки
Італо Гарібольді народився 20 квітня 1879 року в Лоді (регіон Ломбардія, що на півночі Італії). У віці дванадцяти років він почав відвідувати військовий коледж у Мілані, а через чотири роки перевівся до військового коледжу в Римі. 1896 року Гарібольді почав навчатися у Військовій академії Модени, яка вважалася найбільш престижним вищим військовим навчальним закладом в тогочасній Італії. 
У жовтні 1898 року Гарібольді отримав звання молодшого лейтенанта та невдовзі був приписаний до 2-о піхотного полку. У червні 1902 року він отримав звання лейтенанта та невдовзі одружився. У жовтні 1904 року його перевели до 70-о піхотного полку. У 1909 році Гарібольді відвідував курси у Туринській військовій школі, по завершенню яких відправився у званні капітана на службу до Лівії у складі 40-о піхотного полку. Повернувшись до Італії, Гарібольді був переведений до штабу 6-о армійського корпусу. 
Першу світову війну Гарібольді зустрів у званні майора, служачи у штабі 4-ї армії. 6 січня 1916 року він отримав звання полковника та був призначений начальником відділу оперативного управління при штабі однієї з італійських армій. За проявлену під час війни мужність Італо отримав декілька державних нагород.

## Між світовими війнами
1919 року Гарібольді був призначений начальником штабу 77-ї дивізії, яка дислокувалася неподалік від Фіуме, брав участь у боротьбі з солдатами Габріеле д'Аннунціо, під чиєю окупацією перебувало Фіуме. 
Протягом 1920–1923 років Гарібольді працював у італійській делегації на переговорах з Югославією щодо делімітації кордонів. У грудні 1923 року він очолив 26-й піхотний полк, почав викладати у військовій школі. 15 вересня 1931 року Гарібольді був підвищений до бригадного генерала та очолив 5-у піхотну бригаду, яка розташовувалася в Санремо. 
1 січня 1935 року Гарібольді отримав звання дивізійного генерала.
Під час війни з Ефіопією Гарібольді очолював дивізію «Сабауда I» у складі військ генерала Руджеро Сантіні, брав участь у декількох важливих битвах, а 5 травня 1936 року взяв Аддис-Абебу. По завершенню війни очолив штаб при віцекоролю Ефіопії Бадольйо, якого невдовзі змінив Граціані. 19 лютого 1936 року він був поранений під час вибуху на святкуванні, організованому в честь народження сина кронпринца Умберто. 1 липня Італо було присвоєно звання корпусного генерала. Однак уже за декілька місяців Гарібольді був звільнений через надміру поблажливе ставлення до місцевого населення та пасивність, проявлену під час італійських каральних операцій. 
Повернувшись до Італії у лютому 1938 року, він очолив 5-й армійський корпус у березні 1939 року.

## Друга світова війна та смерть

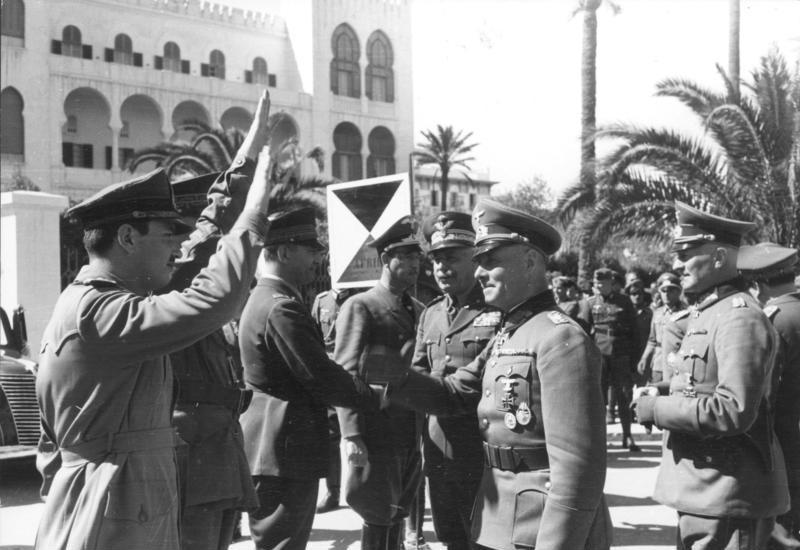
Італо Гарібольді (третій праворуч) та Ервін Роммель (другий праворуч) у Лівії, 1941 рік

11 червня 1940 року Гарібольді прийняв командування 5-ю армією, розташованою в Лівії, та контролював кордон із Тунісом. Після загибелі Італо Бальбо, на заміну якому прибув Родольфо Граціані, він зберіг за собою цю посаду. Брав участь зі своєю армією в Єгипетській операції італійців та зміг досягнути успіхів на фронті, а пізніше замінив Маріо Берті на посаді командира 10-ї армії. 24 березня 1941 року, коли після контрнаступу британців італійська колоніальна армія була майже повністю знищена, а Граціані зняли з посади генерал-губернатора, Гарібольді став новим очільником окупаційної адміністрації Лівії.
Після прибуття до Африки німецьких військ вдалося відвоювати у британців Киренаїку. Майже одразу після цього Гарібольді вступив у конфлікт із Роммелем, з яким мав різні погляди на те, як потрібно діяти в ситуації, що склалася. Так він планував спершу дочекатися підкріплення, а лише тоді повторювати спроби атакувати британців. Роммель же був прихильником блискавичного ведення бойових дій. Гарібольді не волів іти на поступки німцям, тому часто ігнорував накази Роммеля та протестував перед начальником Генерального штабу Кавальєро. Через це 19 липня 1941 року він був змушений полишити пост генерал-губернатора.

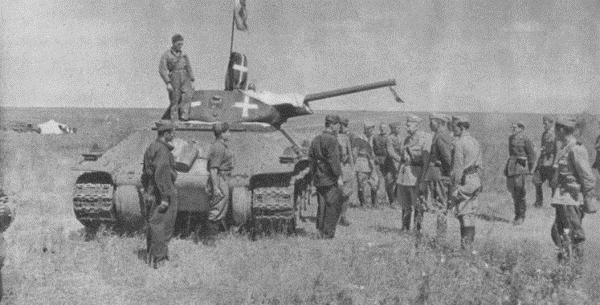
Гарібольді оглядає трофейний радянський танк Т-34, 1942 рік

Весною 1942 року Гарібольді очолив 8-у армію, яка мала діяти на території СРСР. Ця частина складалася з десяти дивізій, об'єднаних у три армійські корпуси. До 9 липня ця маса військ була перекинута на фронт та зайняла оборону біля Сталінграду, розташувавшись між позиціями 2-ї угорської та 3-ї румунської армій. 
29 жовтня 1942 року Гарібольді отримав звання генерала армії, а вже 19 листопада радянська армія почала наступ на позиції румунів, розбивши останніх. 16 грудня почався наступ на позиції 8-ї армії. Спершу Гарібольді зумів його відбити, проте далі змушений був відступити. Генерал неодноразово просив німецьке командування дозволити відхід, проте щоразу отримував відмову. Тому вже 13 січня 1943 року італійці разом із угорською армією були повністю розгромлені та вимушено відступили. Через це Розсош була взята. Організувати ефективний вихід з міста італійці не змогли, внаслідок чого зазнали великих втрат. 
Наприкінці січня 1943 року рештки армії Гарібольді були виведені з фронту та повернулися до Італії. 
Пізніше Гітлер неодноразово звинувачував саме італійців та румунів у поразці під Сталінградом. Проте, задля попередження конфронтації з Беніто Муссоліні, який поважав генерала, фюрер був змушений перепросити та нагородив Гарібольді Лицарським хрестом Залізного хреста. 
Гарібольді залишався командиром 8-ї армії, поки не здався німцям 15 вересня 1943 року, коли новостворений уряд Бадольйо перейшов на сторону союзників. Генерал відмовився від співпраці з нацистами. Тоді він був перевезений до Німеччини, а пізніше — переданий владі Італійської соціальної республіки, де його засудили до 10 років ув'язнення. Проте незадовго до завершення війни він зміг утекти.
По завершенню Другої світової війни Гарібольді залишив службу в армії. Помер він 3 лютого 1970 року та був похований у сімейному склепі в рідному Лоді.